# Avril 1867

## Événements
- En France, échec de la politique de compensation de Napoléon III.
- 1er avril : 
  - Singapour, Penang et Malacca, les Straits Settlements (établissements des détroits) passent sous le contrôle direct de la couronne britannique malgré sa politique officielle de non-intervention.
  - L'exposition universelle ouvre ses portes à Paris et regroupe 50 000 exposants (fin en novembre).
    - Visiteurs illustres : la reine du Portugal, le prince Oscar de Suède, le roi et la reine des Belges, le tsar Alexandre, Bismarck et Von Moltke.
- 2 avril, Mexique : Porfirio Díaz prend Puebla.
- 10 avril, France : loi Duruy organisant l'enseignement primaire féminin, et ouvrant la voie vers la gratuité de l'enseignement.
- 16 avril : organisation de la Confédération de l'Allemagne du Nord par Bismarck, qui rédige un projet de constitution soumis aux princes et à un Reichstag constituant élu au suffrage universel. Les vingt-trois États reconnaissent au roi de Prusse une présidence héréditaire. Souverains en matière financières, judiciaires, religieuse et scolaire, ils dépendent de la Confédération pour la politique extérieure, les douanes, la monnaie, l’armée et les postes. Deux chambres, un Reichstag élu au suffrage universel et un Bundesrat formé des délégués des États, se partagent le pouvoir législatif. Le roi de Prusse nomme un chancelier responsable devant lui. Les questions douanières sont la compétence d’un Zollparlament composé de députés du Reichstag auquel se joint une représentation élue au suffrage universel des États du Sud. La Constitution entre en vigueur le 1er juillet.

## Naissances
- Georges Fourest  écrivain et poète français 6 Avril 1867 († 25 Janvier 1945)

- 8 avril : 
  - Georges Servantier (mort en 1931), communiste français
  - Arthur Streeton (mort le 1er septembre 1943), peintre australien
- 15 avril : Jules Postel (mort en 1955), peintre belge
- 17 avril : Auguste Oleffe, peintre belge († 14 novembre 1931).

## Décès
- 8 avril : 
  - Antoine Vendois (né le 8 avril 1794), homme politique français
  - John Selden Roane (né le 8 janvier 1817), homme politique démocrate américain
- 13 avril : Jean-Bernard Rousseau dit Frère Scubilion (70 ans) (° 1797).
- 21 avril : Antoine Béranger, peintre et graveur français (° 16 mai 1785).